# Chiesa di Santa Maria Maddalena ai Cristallini
La chiesa di Santa Maria Maddalena ai Cristallini è un edificio di culto di Napoli, sito in via dei Cristallini, nel quartiere San Carlo all'Arena.
La chiesa fu costruita nel 1851 per la Casa d'Asilo di santa Maria Maddalena, su strutture preesintenti di proprietà del Ritiro delle Pentite di San Raffaele a Materdei, grazie a donazioni private e spettacoli di beneficenza presso il Teatro San Carlo ed il Teatro del Fondo.
La facciata principale è sormontata da un timpano triangolare ed è incorniciata da fascue a bugne grigie. Il portale, preceduto da una scala in piperno chiusa da un cancello, è sormontato da un timpano orizzontale con volute. L'interno è a navata unica con volta a botte e piccole cappelle laterali. L'altare maggiore era sormonato da una tela di Nicola La Volpe, ritraente la Maddalena, purtroppo trafugata molti anni fa; mentre la statua lignea ottocentesca dell'Addolorata è tornata in sede nel 2023.
La chiesa fu gravemente dannaggiata da un bombardamento del 1943; gli interventi successivi ne hanno pesantemente modificato l'aspetto originario. Nel 2023 è stato portato a termine un totale rinnovamento dell'interno, allestito come un "set" di arte contemporanea grazie a un progetto voluta dalla Cooperativa La Paranza.